# Josep Maria Pibernat i Carreras
Josep Maria Pibernat i Carreras   (Salt, 1951), conegut afectuosament com a Piber, és un empresari i ex-pilot d'enduro català. Durant la dècada de 1970 va destacar en aquesta especialitat, i va guanyar-ne el Campionat d'Espanya de 175cc el 1975. Sempre com a pilot oficial de Bultaco, aconseguí també bons resultats al Campionat d'Europa i als Sis Dies Internacionals d'Enduro, guanyant-hi diverses medalles.
A final de 1978, poc abans que Bultaco entrés en crisi, fitxà per SWM i n'aconseguí de passada la representació comercial a l'estat espanyol, associat amb el seu antic company d'equip Narcís Casas. Poc després, el 1985, tots dos fundaren al seu Salt natal l'empresa fabricant de motocicletes Gas Gas.

## Trajectòria esportiva
L'afecció de Pibernat per les motos començà cap als dotze anys, edat a la qual començà a pilotar-ne de petites. A vint anys entrà com a oficial a l'equip de Bultaco, on s'estigué set temporades compartint protagonisme amb Narcís Casas, Joan Riudalbàs, Toni Soler i d'altres. Durant aquesta etapa aconseguí la major part dels seus èxits al campionat estatal. La temporada de 1975 fou la primera que aquest campionat constava de dues categories (175cc i superiors) i decidí participar en la petita, adjudicant-se'n finalment el títol.
Dins l'escena internacional jugà també un paper destacat, obtenint diverses medalles als ISDT i arribant a guanyar una prova puntuable per al Campionat d'Europa. Durant anys va ser l'únic català a haver-ho aconseguit mai. Altres fites de la seva carrera són haver guanyat tres edicions de les 24 Hores de Moià (dura cursa de resistència TT).

### Raids
Quan ja s'havia retirat de l'enduro decidí provar els raids, disputant per exemple el Ral·li dels Andes. En aquesta disciplina la seva millor actuació fou el 1987, quan participà en el Ral·li Dakar amb una Suzuki de l'equip Camel i aconseguí arribar a Dakar després de 22 dies de cursa i més de 13.000 quilòmetres recorreguts, essent un dels 100 i escaig que acabaren dels 600 que havien sortit de París. Acabà el divuitè en motos, el mateix any en què Carles Mas fou cinquè amb una Yamaha.

## Trajectòria empresarial
Josep Maria Pibernat regentava des de 1974, associat amb el seu rival esportiu i company d'equip Narcís Casas, un establiment comercial a Salt distribuïdor de les motocicletes Bultaco anomenat "Gas Gas". Un cop retirat Casas de la competició el 1979, amb la crisi i posterior tancament de la factoria Bultaco a Sant Adrià de Besòs, ambdós socis es trobaren sense motocicletes i començaren la importació de les italianes SWM, empresa de la qual passaren a ser representants per a tot l'estat espanyol. Durant anys, Pibernat i Casas mantingueren l'equip oficial de SWM a l'estat, amb Casas com a manager, i promocionaren la marca obtenint nombrosos èxits en el terreny esportiu i empresarial.

### El naixement de Gas Gas (1984)
Més endavant, SWM caigué en una profunda crisi i tancà la seva factoria. Davant d'una situació semblant a la viscuda feia pocs anys, Pibernat i Casas s'hi resistiren i miraren de ressuscitar la marca italiana. Després de moltes negociacions es desistí de l'intent de trobar un nou nom per a la marca i el 1984, a iniciativa dels dos socis de Salt es presentà al Saló de l'Automòbil de Barcelona un bonic prototipus de trial amb el nom del seu establiment, Gas Gas. Aquell primer prototipus es basava en la SWM Guanaco optimitzada i posada al dia.
El 1985 es presentà una nova versió evolucionada del seu prototipus de trial, que no tenia gaire a veure amb la primera vista en el passat Saló de Barcelona. S'anomenava Gas Gas Halley i fou posada en producció, fabricant-se'n 200 exemplars. Aquella moto tingué bona acceptació i anà evolucionant de forma ràpida, notable i constant. L'any següent se'n duplicà la producció. La penetració de la marca en el mercat fou tan bona que els seus propietaris decidiren ampliar la gamma de trial i introduir-se en altres modalitats, com ara el motocròs i l'enduro.
Als seus bons temps, Gas Gas fabricava més de 8.000 unitats anuals i el 75% de la seva producció es destinava al mercat internacional.
Actualment l'empresa està controlada per Vector Capital (Societat de Caixa Penedès) i Ingenia Capital, amb gairebé el 65% de participacions conjuntament. Josep Maria Pibernat va ser apartat de la companyia durant el procés de professionalització de la gestió que varen dur a terme els nous accionistes.

## Palmarès en Enduro
| Any          | Motocicleta  | Campionat d'Espanya | Campionat d'Espanya | Campionat d'Espanya | C. Europa 350 cc |
| Any          | Motocicleta  | 75 cc               | 175 cc              | Superiors           | C. Europa 350 cc |
| ------------ | ------------ | ------------------- | ------------------- | ------------------- | ---------------- |
| 1972         | Bultaco      | -                   | -                   | ?                   |                  |
| 1973         | Bultaco      | -                   | -                   | ?                   |                  |
| 1974         | Bultaco      | -                   | -                   | ?                   |                  |
| 1975         | Bultaco      | -                   | 1r                  | -                   |                  |
| 1976         | Bultaco      | -                   | -                   | 2n                  | 5è               |
| 1977         | Bultaco      | -                   | -                   | 3r                  |                  |
| 1978         | Bultaco      | -                   | -                   | 5è                  |                  |
| 1979         | SWM          | -                   | -                   | 3r                  |                  |
| 1980         | SWM          | -                   | -                   | 3r                  |                  |
| 1981         | SWM          | 3r                  | -                   | -                   |                  |
| 1982         | SWM          | ?                   | ?                   | ?                   |                  |
| Total títols | Total títols | 0                   | 1                   | 0                   | 0                |